# Piaski (Czeladź)

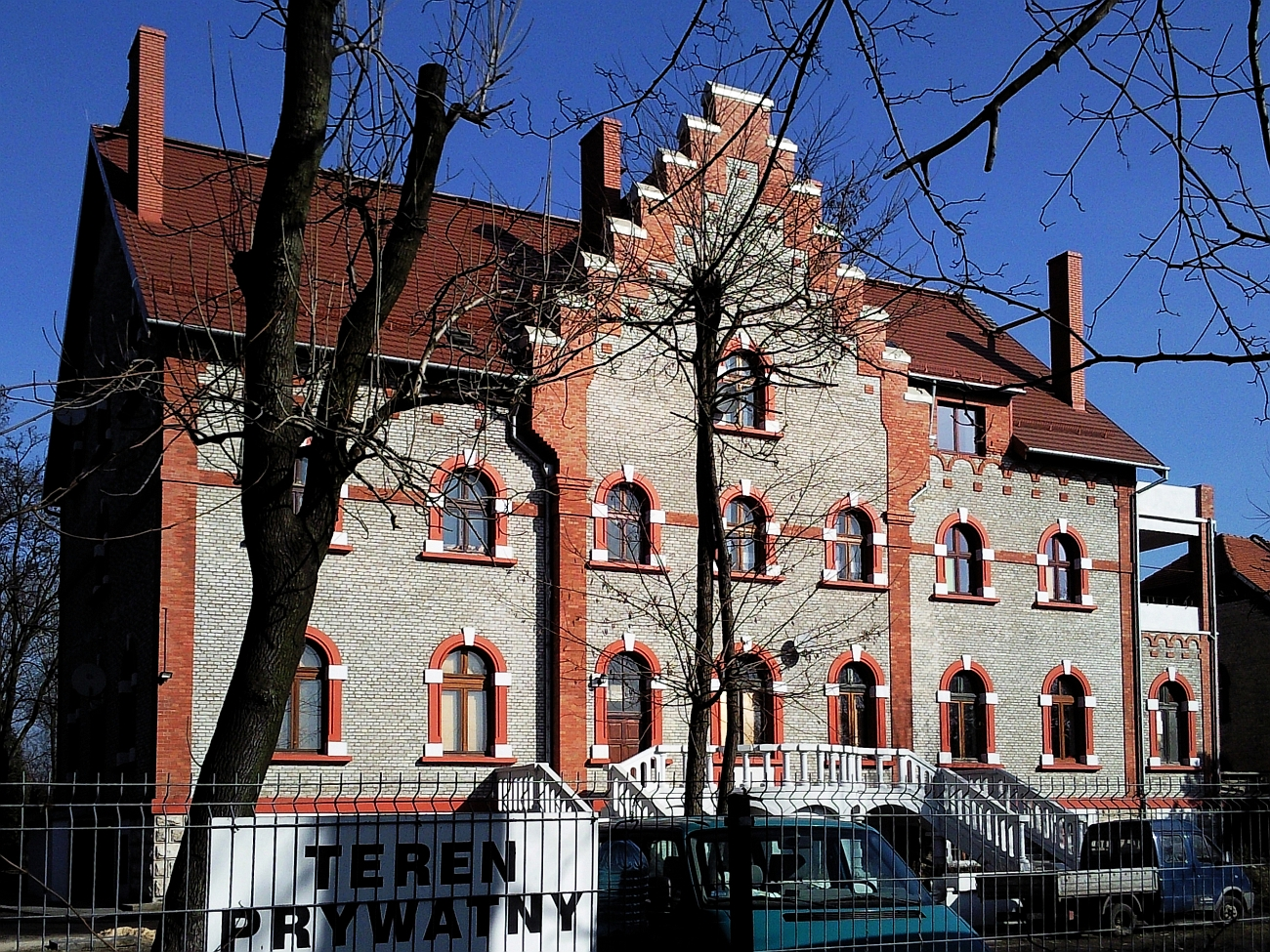
Czeladź, ul. Sikorskiego 3

Piaski – południowa dzielnica Czeladzi.

## Historia
Piaski wyrosły jako osada górnicza. W 1860 roku podjęto pierwsze, bezskuteczne próby poszukiwania węgla kamiennego. Po 1867 roku Niemcy uruchomili na Piaskach szyb wydobywczy „Ernest” i szyb odwadniający „Michał” (nazwy od imion właścicieli), a kopalnię tę nazywano „Ernest-Michał” lub „Piaski”. W 1879 roku kopalnię kupili Francuzi i nazwali ją „Czeladź”. Wybudowali oni szyb wydobywczy „Julian”, szyby wentylacyjne „Abraham” i „Milowicki” oraz zmienili nazwy szybów: „Ernest” na „Piotr” i „Michał” na „Paweł”. W latach 1882–1885 Francuzi wybudowali pierwsze na Piaskach osiedle górnicze.
Liczba budynków mieszkalnych szybko wzrastała, szczególnie w okresie międzywojennym, tworząc tzw. starą kolonię, nową kolonię, białe domy i betony. Powstał też pałac zarządcy, kościół w stylu wczesnoromańskim, szkoły (powszechna i gospodarstwa domowego), przedszkole, klub, sokolnia i boisko sportowe. 
3 kwietnia 1924 roku doszło na Piaskach do tragedii: podczas tłumienia strajku od kul policjantów zginęło 4 robotników. Podczas I i II wojny światowej kopalnia należała do Niemców. W latach 1942–1945 stanowiła obóz dla angielskich jeńców wojennych.
Stalag Arb-Kdo E 587.
W 1945 roku kopalnię znacjonalizowano. W 1973 roku połączono ją z kopalnią „Milowice”, odkąd nosiły wspólną nazwę „Milowice-Czeladź”, następnie w 1976 roku połączono je z kopalnią „Saturn”, nadając im wszystkim nazwę „Czerwona Gwardia”. W 1990 roku powrócono do nazwy „Saturn”. W 1996 roku kopalnię zamknięto.
Wschodnia część Piasków do 1 kwietnia 1951 roku należała administracyjnie do Będzina i oznaczana była jako kolonia Małobądz. W jej obszarze istniało osiedle slumsów Brazylia, zamieszkiwane przez najuboższych robotników kopalni „Czeladź” oraz pobliskiej huty „Aleksander” (od 1918 „Milowice”).
Po II wojnie światowej zlokalizowano na Piaskach kilka zakładów przemysłowych, które zakończyły działalność w okresie transformacji, a na bazie ich majątku powstały nowe przedsiębiorstwa. 
W latach 1947–1952 zbudowano osiedle domków drewnianych podarowanych przez Finów, likwidując jednocześnie Brazylię. Wkrótce potem część tej zabudowy została zniszczona, zastąpiona budownictwem z wielkiej płyty. Zniszczono także niektóre domy murowane wzniesione przez Francuzów. Ponadto wzniesiono pomnik Wdzięczności Armii Radzieckiej, który został wyburzony w 2018 roku po zatwierdzeniu przez sejm ustawy dekomunizacyjnej.

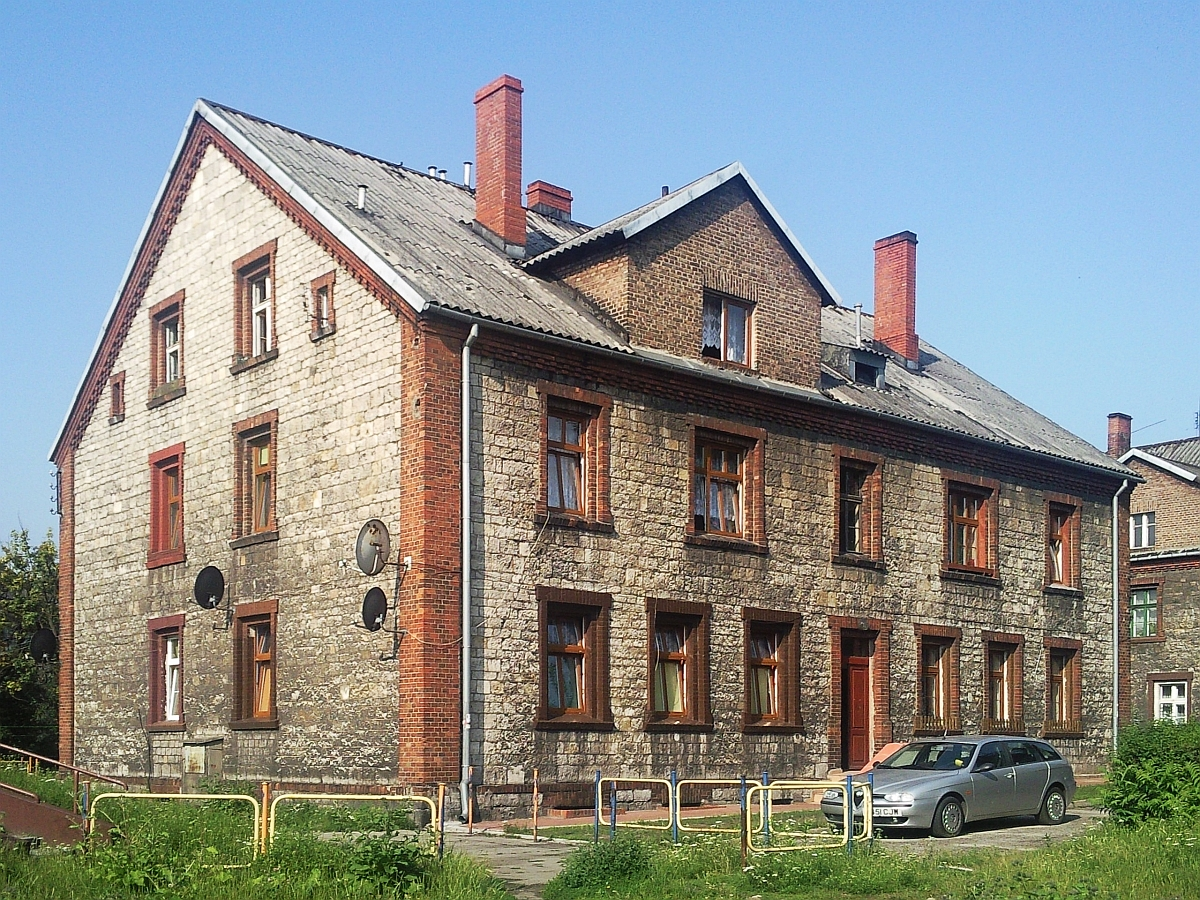
Osiedle górnicze

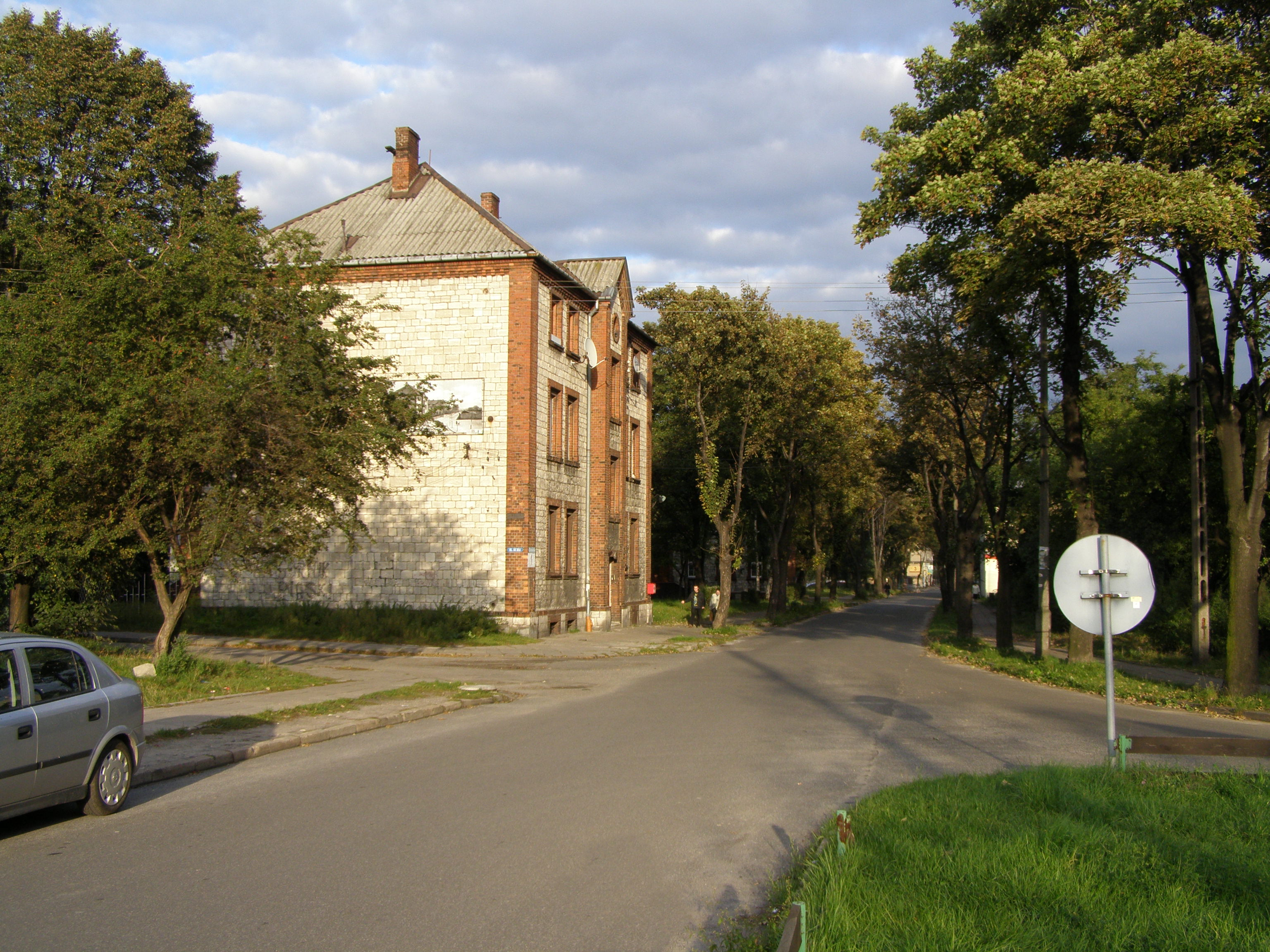
Ulica Zwycięstwa w Czeladzi-Piaskach, 2007